# Franz Mathis
Franz Mathis (* 27. November 1946 in Hohenems, Vorarlberg) ist ein österreichischer Wirtschaftshistoriker.

## Leben
Mathis studierte Geschichte und Anglistik an der Universität Innsbruck und erwarb 1971 den Grad des Mag. phil. 1973 schloss er sein Studium mit dem Doktorat der Philosophie ab. Er habilitierte sich 1979. 1993 wurde er ordentlicher Universitätsprofessor für Wirtschafts- und Sozialgeschichte an seiner Heimatuniversität. Mathis übte Gastprofessuren an der University of New Orleans, in Salzburg, Trient und Bozen aus. Mathis ist Vorstandsmitglied der „Internationalen Gesellschaft für historische Alpenforschung“. Zu seinen Arbeitsschwerpunkten zählt auch die vergleichende Unternehmensgeschichte. Seit 2010 ist Mathis im Ruhestand.

## Publikationen (Auswahl)
- Zur Bevölkerungsstruktur österreichischer Städte im 17. Jahrhundert (= Sozial- und wirtschaftshistorische Studien. Band 11), Wien 1977, ISBN 3-486-48231-9.
- Big Business in Österreich. Teil 1: Österreichische Großunternehmen in Kurzdarstellungen. Wien 1987, ISBN 3-486-53771-7.
- Big Business in Österreich. Teil 2: Wachstum und Eigentumsstruktur der österreichische Großunternehmen im 19. und 20. Jahrhundert. Analyse und Interpretation. Wien 1990, ISBN 3-486-55041-1.
- Die deutsche Wirtschaft im 16. Jahrhundert. München 1992 (= Enzyklopädie deutscher Geschichte, Bd. 11), ISBN 3-486-55798-X.